# Jan Marcinowicz Aksak
Jan Marcinowicz Aksak herbu własnego – sędzia kijowski w latach 1599-1627, podwojewodzi poborca kijowski w 1592 roku.
Poseł województwa kijowskiego na sejm 1620 roku.